# فيكتوريا فيل (كيبك)
فيكتوريا فيل، كيبك (بالإنجليزية: Victoriaville)‏ هي مدينة كندية تقع في مقاطعة كيبك. تبلغ مساحة هذه المدينة 84.2014 (كم²)، ويبلغ عدد سكانها 40486 نسمة حسب إحصاء سنة 2006 م، بينما كان يسكنها 38841 نسمة في سنة 2001 م. تحتل هذه المدينة المرتبة رقم 111 بين مدن كندا حسب عدد السكان والمرتبة رقم 24 في المقاطعة. النمو سكاني في هذه المدينة يقدر بـ(4.2).

## أعلام
- جان فرانسوا رو
- لوسيان كانون
- فنسنت غانيه
- إريك يفبفر
- هوبير لابري

## وصلات خارجية
- الأطلس الحكومي لكندا
- إحصاءات كندا مع ساعة تعداد السكان